# Castetpugon
Castetpugon é uma comuna francesa na região administrativa da Nova Aquitânia, no departamento dos Pirenéus Atlânticos. Estende-se por uma área de 7,57 km². Em 2010 a comuna tinha 219 habitantes (densidade: 28,9 hab./km²).